# Паллант (титан)
Паллант (Паллас, др.-греч. Πάλλας) — в древнегреческой мифологии младший титан. Сын Крия и Еврибии. Муж океаниды Стикс, отец Ники, Кратоса, Зела, Бии и Паллантид Его именем назван город Пеллена в Ахайе.